# 스파이 코드 : 금고 해제
스파이 코드 : 잠금해제(Spy Code : Safe Breaker)는 패밀리 보드게임이다. 2017년, 대한민국의 코리아보드게임즈에 의해 출시되었다. 게임은 2~4명이 할 수 있다.

## 게임 정보
도토리 원정대는 2017년, Yulu에서 출판되었다. 게임인원 2~4명, 권장 사용연령 만 6세 이상, 게임 시간 15분 내외이다.

## 게임의 구성
스파이 코드 : 금고 해제의 구성은 다음과 같다.
- 금고
- 보물
- 청진기
- 숫자 카드

## 목적
코드를 맞춰서 금고를 열어 보물을 얻는 사람이 게임에서 승리하나.